# Lego Gwiezdne wojny: Saga Skywalkerów
Lego Gwiezdne wojny: Saga Skywalkerów (ang. Lego Star Wars: The Skywalker Saga) – przygodowa gra akcji osadzona w świecie Gwiezdnych wojen, wydana 5 kwietnia 2022 na platformy Microsoft Windows, Nintendo Switch, PlayStation 4, PlayStation 5, Xbox One, i Xbox Series X/S. Jest to szósta gra z cyklu Lego Gwiezdne wojny stworzona przez TT Games.

## Rozgrywka
W Sadze Skywalkerów gracze mogą wybrać dowolną spośród trzech trylogii Gwiezdnych wojen i ukończyć wszystkie z nich w dowolnej kolejności. Każda część filmu posiada 5 poziomów, co łącznie daje 45 poziomów w przeciwieństwie do Lego Star Wars: The Complete Saga, w której przypadało 6 poziomów na każdy film.
Mechanika walki została rozbudowana w stosunku do poprzednich części – nowością są m.in. różne rodzaje ataków mieczem świetlnym – lekkie i ciężkie ataki. W grze można zagrać ponad 300 postaciami.
Podobnie do Lego Gwiezdne wojny: Przebudzenie Mocy centrum gry nie jest jednym wielkim obszarem, tak jak Mos Eisley Cantina w Lego Star Wars: The Complete Saga, lecz ogromna liczba otwartych do eksploracji planet nasyconych kulturą Gwiezdnych wojen.

## Fabuła
Fabuła gry jest wzorowana na akcji z dziewięciu filmów serii Gwiezdne Wojny – trylogii oryginalnej (IV-VI), trylogii prequeli (I-III) oraz trylogii sequeli (VII-IX).

## Wydanie
7 maja 2020 pojawiła się informacja o wydaniu gry 20 października 2020 na oficjalnym kanale Star Wars w serwisie YouTube. Tego samego dnia oryginalny film został usunięty i opublikowany ponownie z wyciętym momentem wskazującym na datę wydania. 26 sierpnia 2020 na oficjalnej stronie Lego ogłoszono, że premiera gry odbędzie się w 2021, aczkolwiek wkrótce napis zdradzający datę premiery został usunięty. Tego samego dnia na Gamescom 2020 Opening Night Live poinformowano, że datę premiery ustalono na I lub II kwartał 2021 z dodatkowymi premierami na PlayStation 5 oraz Xbox Series X/S. 2 kwietnia 2021 oznajmiono, że premiera gry została opóźniona bez konkretnej daty wydania. Grę ostatecznie wydano 5 kwietnia 2022 roku.
Grę udostępniono w edycji standardowej oraz edycji deluxe. Edycja deluxe zawiera pakiety postaci, które mają po sześciu bohaterów z pobocznych serii, takich jak m.in. The Mandalorian, Łotr 1. Gwiezdne wojny – historie, Han Solo: Gwiezdne wojny – historie, Gwiezdne wojny: Parszywa zgraja oraz pakiet klasycznych postaci.

## Odbiór

### Sprzedaż
W ciągu dwóch tygodni od wydania gra sprzedała się w ilości ponad 3,2 milionów kopii, a do czerwca 2022 roku sprzedanych zostało ponad 5 milionów egzemplarzy gry.

### Nagrody i nominacje
| Rok  | Nagroda                | Kategoria                  | Wynik     | Źródło |
| ---- | ---------------------- | -------------------------- | --------- | ------ |
| 2022 | Golden Joystick Awards | Najlepsza gra wieloosobowa | Nominacja | [ 16 ] |
| 2022 | The Game Awards        | Najlepsza gra rodzinna     | Nominacja | [ 17 ] |
| 2023 | Steam Awards           | Sit Back and Relax         | Wygrana   | [ 18 ] |